# Jacques Werup

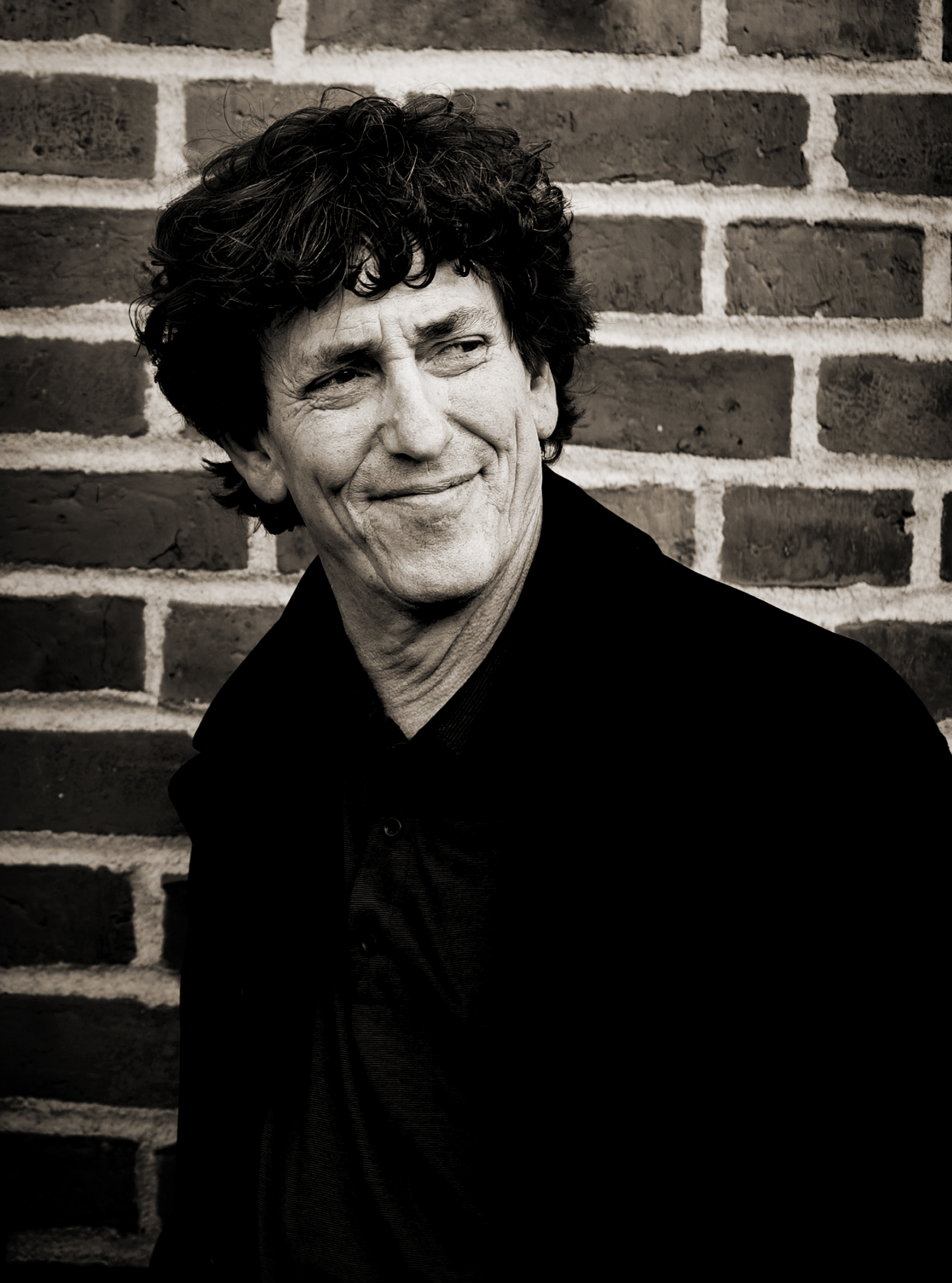
Jacques Tore Werup

Jacques Tore Werup (* 14. Januar 1945 in Malmö; † 12. November 2016 ebenda) war ein schwedischer Jazzmusiker (Tenorsaxophon, Klarinette, Stimme), Schriftsteller, Dichter, Bühnenkünstler und Drehbuchautor.

## Leben
Der vielseitige Jacques Werup wurde 1945 in Malmö geboren und war seit früher Kindheit mit Mikael Wiehe befreundet. 1971 debütierte er als Schriftsteller. Werup hat mehr als dreißig Bücher in Form von Gedichtsammlungen, Romanen, Reisebüchern und Essays veröffentlicht.
Mit einfachen Worten vermochte der Dichter Werup dem Leser tiefsinniges Gedankengut nahezubringen. Pathos und die ganz großen Gefühle wechseln mit Ironie und Leichtigkeit. Elegien über die Vergänglichkeit der Welt und darin eingebettet humoristische Alltagsgeschichten aus Schonen prägen verschiedene Werke. Wegen dieser emotionalen Bandbreite wurde er mit seinem Namensvetter Jacques Brel und auch mit Leonard Cohen verglichen.
1996 wurde der Roman Den ofullbordade himlen (Der unvollendete Himmel) über Elsa Andersson, Schwedens erste Pilotin und Fallschirmspringerin Anfang des 20. Jahrhunderts, veröffentlicht. Das Buch bildet teilweise die Grundlage zu Jan Troells Film Så vit som en snö (So weiß wie Schnee), zu dem Werup zusammen mit Troell die Drehbücher schrieb. Der Film wurde mit einer Guldbagge für den besten Film 2001 ausgezeichnet.
Werups Poesie wird für gewöhnlich mit Jazz in Verbindung gebracht. Er spielte mit Frans Sjöström in der Werup-Sjöström-Gruppe. In späteren Jahren arbeitete er mehrfach mit dem Komponisten Michael Saxell zusammen und auf Poesie- und Musikkonzert-Tourneen wie Gör mig lite levande (Mach' mich ein wenig lebendiger) mit Lill Lindfors oder En känsla av ljus (Ein Gefühl von Licht) mit Mats Ronander. Mit dem Pianisten und Komponisten Rolf Sersam, mit dem Werup seit den 1970er Jahren zusammenarbeitete, und dem Schlagzeuger Johan Bergström unternahm er poetisch-musikalische Reflexionen über Freude und Schmerz im Dasein.
Jacques Werup war sowohl in Schonen als auch in Frankreich zu Hause. Er wohnte in Ystad und die letzten beiden Jahre seines Lebens wieder in Malmö. Die Jazzsängerin und Dichterin Julia Werup ist seine Tochter.

## Werke

### Bücher
| - Returbiljett Polen (1971) - Ett å… Två å… Tre å… Fyr! (1971) - Streber (1972) - Tiden i Malmö, på jorden (1974) - Swiss Made (1975) - Fläckar av liv (1977) - Casanovas senare resor (1979) - 48 dikter från Österlen (1980) - Hemstaden (1981) - Den skräddarsydda sorgen (1982) - L'heure bleue (1983) - Shimonoffs längtan (1983) | - Mellan rotfrukt och måne (1983) - Boulevarder och fågelsträck (tolkningar) (1984) - Vem är Nora Prentiss? (1984) - Från dörren till hemligheten (1985) - Handbagage (1986) - Den sjungande kroppen (1986) - Stjärnan i periferin (1987) - Pornografens död (1988) - Den elektroniska synden (1989) - I ögonhöjd (1990) - Septemberljus (1990) | - Dikter (1991) - 42 minuter från Paris (1992) - Det omvända skriket (tolkningar) (1992) - Aptiten och ledan (1994) - Den ofullbordade himlen (1996) - Det stora preludiet (1997) - Människan är vem som helst (1998) - Hemmavid (1999) - Oldboy (2000) - Lev länge, dö ung (2001) - Provliv 1-10 (2002) |

### Drehbücher
- N.P. Möller, fastighetsskötare (1972)
- Så vit som en snö (2001)

## Preise und Auszeichnungen
- Großer Romanpreis der Literaturförderung, 1980
- Piraten-Preis, 1989
- Lengertz-Literaturpreis, 1991
- Kulturpreis der Stadt Malmö, 1995
- Winterpreis der Neun, 1996
- Ferlin-Preis, 1997
- Großer Preis der Neun, 2006